# 웨스 모건
웨슬리 네이선 "웨스" 모건 (Westley Nathan "Wes" Morgan, 1984년 1월 21일 ~ )는 자메이카의 전 축구 선수이다. 포지션은 수비수였다.